# Van Versendaal (schip, 1962)
De Van Versendaal is de voormalige  ondiepwatermijnenveger M877 Hr.Ms. Van Versendaal van de Koninklijke Marine, een schip van de Van Straelenklasse. Eén van een serie van zestien. 
Het schip werd 26 juni 1986 zonder het mijnenveegtuig en de mitrailleur in bruikleen overgedragen aan het Zeekadetkorps Nederland, samen met de M870 Hr.Ms. Lacomblé, de M873 Hr.Ms. Van Moppes en de M876 Hr.Ms. Schuiling. De Van Versendaal ging naar het korps Schiedam. In 2010 is het schip in eigendom overgedragen aan de stichting Van Venendaal in Moerdijk.
Het schip is gecertificeerd als pleziervaartuig en heeft alle voorzieningen die het mogelijk maken er mee op kamp te gaan.

## Naamgever
Het schip werd vernoemd naar luitenant-ter-zee der 1e Klasse Antoine Catharinus van Versendaal, commandant van Hr.Ms. Prins van Oranje, die in december 1941 en januari 1942 een mijnenveld bij Tarakan van zo'n 110 mijnen had gelegd, werd ontdekt en door de Japanse torpedobootjager Yamakaze en patrouilleboot 38 onder vuur genomen. Het schip zonk ten zuiden van het eiland Bunyu in de Celebeszee  De commandant van de mijnenlegger werd postuum onderscheiden met de Bronzen Leeuw.